# Liste der Monuments historiques in Grandfontaine (Bas-Rhin)
Die Liste der Monuments historiques in Grandfontaine führt die Monuments historiques in der französischen Gemeinde Grandfontaine auf.

## Liste der Bauwerke
| Bezeichnung              | Beschreibung | Standort                  | Kennzeichnung | Schutzstatus | Datum     | Bild           |
| ------------------------ | --- | ------------------------- | ------------- | ------------ | --------- | -------------- |
| Gipfelbereich des Donons | Bereich der keltischen und gallo-römischen Kultstätten, einschließlich des „Museums“ (sogenannter Tempel) von 1869, Entwurf Louis-Michel Boltz | nördlich des Ortes (Lage) | PA00084719    | Classé       | 1898 1934 | weitere Bilder |